# Rio Mirapuxi
Rio Mirapuxi är ett vattendrag i Brasilien.   Det ligger i delstaten Mato Grosso, i den centrala delen av landet, 500 km nordväst om huvudstaden Brasília.
Omgivningarna runt Rio Mirapuxi är huvudsakligen savann. Trakten runt Rio Mirapuxi är nära nog obefolkad, med mindre än två invånare per kvadratkilometer.